# 長豊汽車

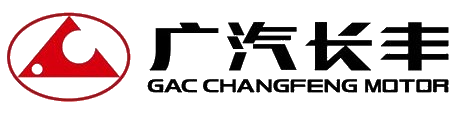
GAC Changfeng Motor

長豊集団有限責任公司（长丰集团有限责任公司、Chanfeng Group Co.,Ltd.）は中国・湖南省の自動車企業である。傘下に「猟豹汽車（猎豹、LEOPAARD）」ブランドを有する。
かつては傘下の湖南長豊汽車（のちに広州汽車に買収され広汽長豊汽車→広州汽車へ合併）が三菱自動車の技術供与により三菱車を生産していた。

## 概要
長豊集団有限責任公司は1950年に中国人民解放軍7319工場を前身として設立された国有企業である。1996年10月に有限責任公司に改組、2001年9月から湖南省の管理下。
創立時は軍の修理工場であった。1988年に自動車の生産を開始。1995年に三菱自動車の技術供与を受けてパジェロを「猟豹」の名称で生産開始。1996年10月、「長豊（集団）有限責任公司」に改組するとともに「湖南長豊汽車製造股份有限公司（湖南長豊汽車）」を設立。
以降、湖南長豊汽車では旧型パジェロを猟豹ブランドで生産。2003年10月にはパジェロイオを猟豹ブランドの「飛騰（飞腾、Liebao Feiteng）」として導入することを発表。2004年に当時の新型パジェロを生産開始、これは三菱ブランドのパジェロ（帕杰羅）名で市場投入された。SUV以外では、2008年に独自設計のMPV「騏菱 (骐菱、Kylin)」を発売。
湖南長豊汽車は2009年に広州汽車（広汽）の傘下となり「広汽長豊汽車股份有限公司（広汽長豊汽車 GAC Changfeng Motor）」に名称を変更、2012年に広州汽車へ吸収合併された。同年広州汽車・三菱自動車・三菱商事による合弁会社広汽三菱汽車が設立され、三菱ブランド車の生産は長豊集団から離れ広州汽車との合弁に移行した。
一方の猟豹は2011年末に三菱や広汽から離脱して自社で開発・生産・販売を行うようになった（2013年8月に「湖南猟豹汽車股份有限公司（猟豹汽車）」が設立されている）。猟豹ブランドでの旧パジェロ/パジェロイオの生産も継続したほか、独自設計のSUVを投入。
しかし開発力の弱さや品質の悪さによって業績が悪化、2018年以降深刻な販売不振に陥った。2021年4月に猟豹汽車は破産を申請、8月に破産宣告を受けた。

## ブランド
- 猟豹（猎豹） - 自主ブランド。英語表記は2014年以降「LEOPAARD」、それ以前は「LIEBAO」[12]。